# Naufrage du 11 octobre 2013
Le naufrage du 11 octobre 2013 a touché un bateau parti la veille au soir de la ville de Zouara en Libye avec 480 personnes à bord, essentiellement des réfugiés syriens. Il a causé la mort de 268 personnes dont 60 enfants entre les iles de Malte (190 km) et Lampedusa (100 km).

## Déroulement
Un passager envoie le premier appel à l'aide par téléphone satellitaire à 12h39 aux gardes-côtes italiens car le bateau commence à prendre l'eau. Bien qu'il disposent d'une corvette et d'un patrouilleur à proximité, ils refusent cependant de les aider car le bateau se trouve dans des eaux internationales placées sous la responsabilité de Malte. Le refus est alors motivé par le fait que l'Italie serait dans ce cas chargée de les transférer vers la côte la plus proche. Ce n'est qu'à 17h07, après de nombreux échanges téléphoniques et le survol du bateau par un avion maltais confirmant qu'il avait chaviré que ces secours sont enfin envoyés,. 
À cette époque, la presse n'avait fait état que d'environ 33 corps retrouvés. Il s'est produit juste après le drame du 3 octobre et pendant la préparation de l'opération Mare Nostrum qui devait éviter que de tels naufrages se reproduisent.
L'enquête pour homicide involontaire et non-assistance à personne en danger est encore en cours en 2017,.